# Hemiceras rufula
Hemiceras rufula är en fjärilsart som beskrevs av Paul Dognin 1923. Hemiceras rufula ingår i släktet Hemiceras och familjen tandspinnare. Inga underarter finns listade i Catalogue of Life.